# Куп Локомотиве
Локомотива куп (рус. Кубок Локомотива; до 2011. „Куп отварања“) је трофеј који се уручује у оквиру такмичења Континенталне хокејашке лиге (КХЛ). Трофеј се традиционално уручује победнику меча између прошлосезонских финалиста плеј-офа, и тај меч представља отварање нове сезоне. Домаћин утакмице је екипа која је освојила титулу првака лиге у претходној сезони. 
За први трофеј „Купа отварања“ у сезони 2008/09. борили су се финалисти руске Суперлиге из сезоне 2007/08. 
Од сезоне 2011/12. овај трофеј носи име „Локомотива куп“ у знак сећања на играче и стручни штаб Локомотиве из Јарославља кји су страдали у авионској несрећи 7. септембра 2011. године.

## Освајачи Локомотива купа
| З  | Западна конференција                                    |
| И  | Источна конференција                                    |
| -- | Конференције у КХЛ лиги су успостављене од друге сезоне |

| Сезона  | Датум               | Победник плеј-офа претходне сезоне | Победник плеј-офа претходне сезоне | Поражени у плеј-офу претходне сезоне | Поражени у плеј-офу претходне сезоне | Резултат        | Домаћин                      | Реф.  |
| ------- | ------------------- | ---------------------------------- | ---------------------------------- | ------------------------------------ | ------------------------------------ | --------------- | ---------------------------- | ----- |
| 2008/09 | 2. септембар 2008.  | --                                 | Салават Јулаев Уфа                 | --                                   | Локомотива Јарослављ                 | 4 : 1           | Уфа Арена, Уфа               |       |
| 2009/10 | 10. септембар 2009. | И                                  | Ак Барс Казањ                      | З                                    | Локомотива Јарослављ                 | 3 : 2 (п.прод.) | Татнефт арена, Казањ         |       |
| 2010/11 | 8. септембар 2010.  | И                                  | Ак Барс Казањ                      | З                                    | Динамо Москва†                       | 1 : 3           | Татнефт арена, Казањ         | [ 2 ] |
| 2011/12 | 12. септембар 2011. | И                                  | Салават Јулаев Уфа                 | З                                    | Атлант Московска област              | 5 : 3           | Уфа Арена, Уфа               | [ 3 ] |
| 2012/13 | 4. септембар 2012.  | З                                  | Динамо Москва                      | И                                    | Авангард Омск                        | 3 : 2 (пен.)    | Мегаспорт арена, Москва      |       |
| 2013/14 | 4. септембар 2013.  | З                                  | Динамо Москва                      | И                                    | Трактор Чељабинск                    | 5 : 1           | Мегаспорт арена, Москва      |       |
| 2014/15 | 3. септембар 2014.  | И                                  | Металург Мг.                       | З                                    | Динамо Москва††                      | 6 : 1           | Металург арена, Магнитогорск |       |

† Динамо је право да игра овај меч добио фузијом са екипом ХК МВД која је сезону раније играла финале Гагариновог купа.

†† Динамо је наступио уместо екипе Лева која је због финансијских проблема одустала од текуће сезоне.